# 豊川町
豊川町（とよかわちょう）は、愛知県宝飯郡にかつて存在した町。現在の豊川市の中心部に該当する。
町名は、律令制の郷（豊川郷）に由来する。鎌倉時代、円福山 豊川閣 妙厳寺が建立されると、その門前町として栄えた。
1939年（昭和14年）、宝飯郡豊川町、牛久保町、八幡村にまたがる海軍豊川海軍工廠が開かれると急激に人口が増加。戦時中、これらの自治体の機能をまとめることを目的として、この2町1村に国府町が加わって合併、豊川市となっている。

## 歴史
- 1889年（明治22年）10月1日 - 豊川村、馬場村、樽井村、三蔵子村、長草村、六角村、大崎村、本野村、北金屋村、古宿村が合併し、豊川村となる。
- 1893年（明治26年）3月13日 - 豊川村が町制施行し、豊川町となる。
- 1906年（明治39年）7月1日 - 豊川町、麻生田村、睦美村の大部分[注 1]が合併し、豊川町となる。
- 1933年（昭和8年）6月 - 豊橋市院之子町[注 2]を豊川町に編入。
- 1943年（昭和18年）6月1日 - 豊川町、牛久保町、八幡村、国府町が合併し、豊川市となる。

## 交通機関
- 豊川鉄道本線
  - 豊川駅
- 豊川鉄道西豊川支線
  - 西豊川駅[注 3]

## 神社・仏閣
- 豊川稲荷（円福山豊川閣妙厳寺）
- 三明寺
- 光明寺
- 豊川進雄神社
- 豊川弁財天

## 学校
- 豊川高等女学校（豊川市立高等学校を経て、現・愛知県立国府高等学校）
- 私立豊川中学校（現・豊川高等学校）
- 豊川青年学校
- 豊川国民学校（現・豊川市立豊川小学校[注 4]
- 豊川国民学校三蔵子分教場（現・豊川市立三蔵子小学校）
- 豊川国民学校睦美分教場（睦美小学校を経て、現・豊川市立東部小学校）
- 豊川国民学校麻生田分教場（麻生田小学校を経て、現・豊川市立東部小学校）